# Thé au Bangladesh
Très liée à l'histoire du thé en Inde et du thé en Pakistan de par l'appartenance de ces trois pays aux Indes britanniques, le thé au Bangladesh développe par la suite une histoire propre : de gros pays exportateur, sa production devient de plus en plus tournée vers le marché domestique, dont la demande augmente fortement. La production de thé est un moyen pour le pays de sortir sa population de la pauvreté, malgré des difficultés structurelles liées au développement et au climat.

## Histoire

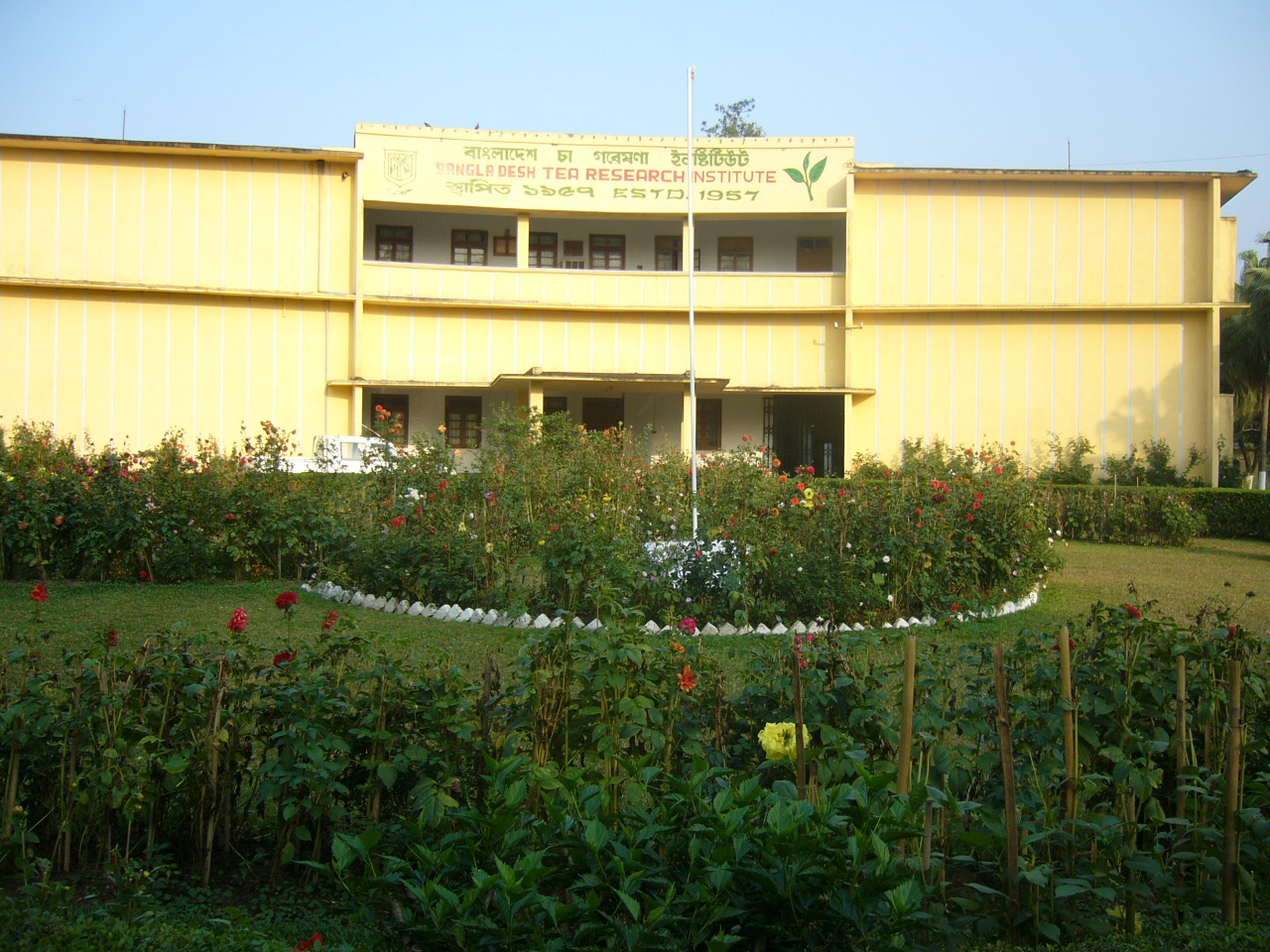
Institut de recherche sur le thé, fondé en 1957.

L'histoire du thé au Bangladesh commence lors de la colonisation britannique de l'Inde : les premiers théiers de l'actuel Bangladesh sont plantés en 1840, à Chittagong ; la première exploitation commerciale commence en 1854, à Sylhet. Au moment de la partition des Indes, en 1947, 103 plantations recouvrant près de 29 000 hectares se trouve au Pakistan oriental.
Face à l'augmentation de la demande domestique pour le thé, le gouvernement pakistanais décide en 1960 d'un rythme de croissance des surfaces de plantations de thé de 3% par an. La production passe de 19 000 tonnes en 1960 à 31 380 tonnes en 1970, répartis en 153 plantations de thé couvrant près de 43 000 hectares. Mais la guerre de libération du Bangladesh puis la troisième guerre indo-pakistanaise, en 1971 provoquent un énorme déclin de la qualité et de la rentabilité du thé à cause de l'abandon des théiers et manufactures de thé ainsi que de l'exode des personnels qualifiés.
En 1980, le gouvernement bengali lance un grand programme de sauvegarde du thé : la production grimpe, à 53 410 tonnes par an en 2006 réparties sur 163 plantations, puis 66 260 tonnes en 2013. En raison de la très forte augmentation de la consommation sur la même période, le Bangladesh exporte de moins en moins de thé : de 31 000 tonnes en 1980, il est passé à 850 tonnes en 2013 puis 10 tonnes l'année suivante.

## Production

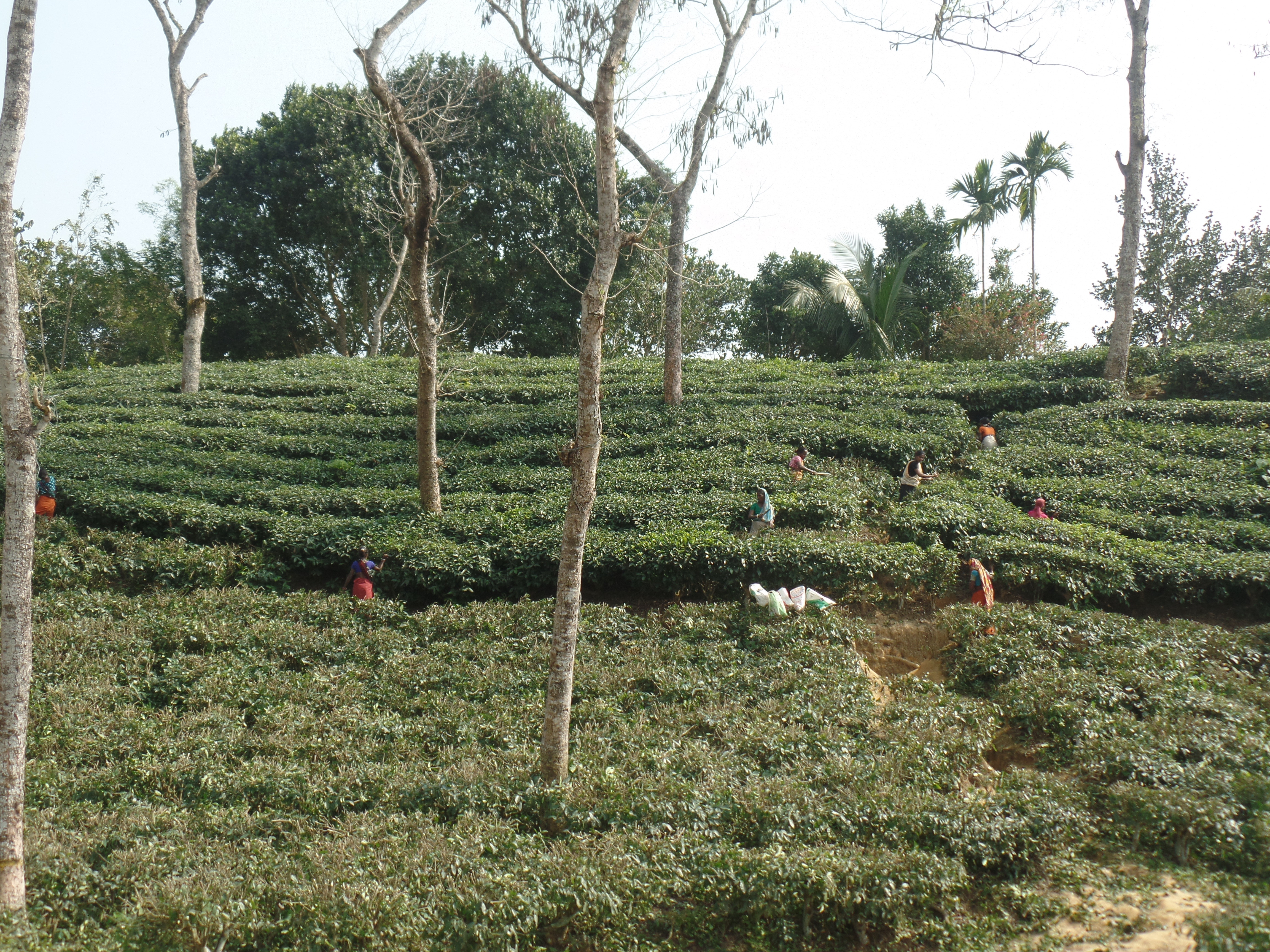
Récolte du thé à l'aide d'instrument mécanique à Sreemangal

La production bengali se concentre sur trois zones : les plus anciennes sont la division du Sylhet et le district de Chittagong qui produisent du thé depuis le XIXe siècle, rejoints en 2000 par le district de Panchagarh. Comme ce district n'a jamais été cultivé auparavant, ses plantations ont pu obtenir rapidement des certifications d'agriculture biologique.
La production de thé est divisée en trois catégories : la catégorie A regroupe les 27 plus grandes plantations du pays, possédées par de grandes entreprises historiques tel que Ducan Brothers, Deundi Tea Company et The New Sylhet Tea Estate ; la catégorie B regroupe les plantations possédées par l'État, des entreprises bengali ou de grands propriétaires ; la catégorie C, enfin, correspond aux petits producteurs.
La production de thé est un pilier de l'économie du pays, dont elle représente 1% du PIB : elle emploie 133 000 personnes pour la récolte, dont la moitié de femmes, et le nombre passe à 500 000 en comptant tous les autres emplois directement liés au thé. Le développement du thé dans le district de Panchagarh a pour objectif d'augmenter les revenus de la population et par là, le taux d'alphabétisation des enfants.
Le thé produit est essentiellement du thé CTC noir, destiné majoritairement à la consommation locale mais aussi en partie des thés orthodoxes verts, noirs, blancs et oolongs de haute qualité destinés à l'exportation.
Les plantations de thé font partie de programmes écologiques et permettent globalement de maintenir la biodiversité des régions où elles sont implantées, ainsi que de lutter contre l'érosion des sols. Malgré les programmes de recherche et de développement sur le thé, dont une partie co-financée par l'Union européenne, qui ont abouti à la création de 17 cultivars adaptés aux climats du Bangladesh, l'augmentation de la production de thé est freiné par les hiver très secs alternant avec les pluies torrentielles qui peuvent tuer les théiers, mais aussi la concurrence du développement anarchique de nouvelles routes ou de systèmes d'irrigation dédiés à d'autres cultures qui détournent les lits des cours d'eau.

## Commerce
Le thé exporté vendu aux enchères à la bourse de Chittagong, établie en 1949 pour ensuite être exporté aux Émirats arabes unis, en Australie, au Canada, en Chine, au Royaume-Uni, en Indonésie, en Inde, en Jordanie, au Japon, en Corée du Sud, au Koweït, au Sri Lanka, à Maurice, en Malaisie, au Nigeria, au Népal, en Nouvelle-Zélande, au Pakistan, en Arabie Saoudite et aux États-Unis.

## Consommation
En 2013, le Bangladesh consomme 64 000 tonnes de thé par an, soit un peu plus de 400 g par habitant et par an.